# Bryn Mooser
Bryn Mooser (* 20. September 1979 in Los Angeles, Kalifornien) ist ein US-amerikanischer Filmregisseur und Filmproduzent, der ausschließlich im Bereich von Dokumentar-Kurzfilmen in Erscheinung getreten ist.

## Karriere
Bryn Moosers Karriere begann im Jahr 2010 mit der Tätigkeit als Filmproduzent beim Dokumentar-Kurzfilm Sun City Picture House. Für seinen Dokumentar-Kurzfilm Body Team 12 erhielt er bei der Oscarverleihung 2016 eine Oscar-Nominierung in der Kategorie bester Dokumentar-Kurzfilm. Für diesen Film erhielt er einen Emmy bei den Emmy-Awards 2017. 2019 wurde er mit Lifeboat ein zweites Mal für den Oscar nominiert.
Des Weiteren war er bei dem ebenfalls für einen oscarnominierten Dokumentar-Kurzfilm Das Schicksal der Kinder von Aleppo als Executive Producer verantwortlich.

## Filmografie (Auswahl)
- 2010: Sun City Picture House
- 2014: Mitimetallica
- 2015: Body Team 12
- 2016: Rugby Boys of Memphis
- 2016: Das Schicksal der Kinder von Aleppo (Watani: My Homeland)
- 2017: Fear Us Women
- 2018: Lifeboat